# Dębowiec (powiat braniewski)
Dębowiec (niem. Eichholz) – wieś w Polsce położona w województwie warmińsko-mazurskim, w powiecie braniewskim, w gminie Lelkowo.
W latach 1975–1998 miejscowość administracyjnie należała do województwa elbląskiego.
Zobacz też: Dębowiec, Dębowiec Mały, Dębowiec Wielki